# Austrocarabodes agalawatta
Austrocarabodes agalawatta är en kvalsterart som beskrevs av P. Balogh 1988. Austrocarabodes agalawatta ingår i släktet Austrocarabodes och familjen Carabodidae. Inga underarter finns listade.